# Túnel Eurasia
El Túnel Eurasia (en turco: Avrasya Tüneli) es un túnel subacuático de carretera en Estambul, Turquía que cruza por debajo del Bósforo. El túnel fue inaugurado oficialmente el 20 de diciembre de 2016 y abierto al tráfico el 22 de diciembre de 2016.
El túnel de doble nivel, de 5,4 kilómetros (3,4 mi) de longitud, conecta Kumkapı en la parte europea y Koşuyolu, Kadıköy, en la parte asiática de Estambul, con una ruta de 14,6 kilómetros (9,1 mi) que incluye las carreteras de acceso al túnel. Cruza el Bósforo por debajo del lecho marino a una profundidad máxima de -106 metros (347,8 pies). Está aproximadamente a 1 kilómetro (0,6 mi) al sur del túnel ferroviario submarino Marmaray que fue inaugurado el 29 de octubre de 2013. El viaje entre los dos continentes dura aproximadamente 5 minutos.
Se cobra peaje en ambas direcciones; desde enero de 2024, los automóviles pagan ₺80 (aproximadamente $2.65 US), los minibuses ₺120 (aproximadamente $4 US) y las motocicletas ₺31,20 (aproximadamente $1 US). Durante la noche de 00:00 a 05:00, se aplica un descuento del 50%. Los automóviles pagan ₺40 (aproximadamente $1,30 US), los minibuses ₺60 (aproximadamente $2 US) y las motocicletas ₺15,60 (aproximadamente $0,50 US).